# Don't Answer Me
"Don't Answer Me" és una cançó de 1984 del grup britànic Alan Parsons Project inclosa a l'àlbum Ammonia Avenue. Va arribar al número 15 de les llistes de Billboard dels Estats Units i va ser l'últim èxit del grup al Top 20 de Billboard. També va arribar al número 58 al Regne Unit, la posició més alta del grup a les llistes del seu país natal. El videoclip es va representar a l'estil d'un còmic, amb art i animació de Michael Kaluta.

## La cançó
En lloc dels sons d'art rock i rock progressiu pels quals Alan Parsons era conegut, Parsons va crear "Don't Answer Me" a l'estil de la tècnica del mur de so de Phil Spector. Eric Woolfson, el coautor, es va encarregar de la veu principal del senzill, amb Mel Collins fent un solo de saxòfon amb un "lament suau però desemparat".

## Vídeo musical
El videoclip es va filmar a l'estudi d'animació Broadcast Arts, amb Kaluta actuant com a dissenyador principal i animador a partir d'un guió de D. J. Webster. El vídeo va trigar 23 dies a filmar-se, amb un equip d'animació de 40 persones, i va combinar animació tradicional tradicional (en la renderització de les figures), animació stop-motion (per a la majoria dels moviments) i fins i tot animació de plastilina. El cost final va superar els 50.000 dòlars.
El vídeo es presenta com una història d'una sèrie de còmics ficticis, The Adventures of Nick and Sugar, ambientada a la Florida dels anys 40 i 50. La història comença al Flamingo Bar, on la Sugar té una cita amb el mató "Muscles" Malone. La Sugar va ser la noia d'en Nick, i en Nick beu molt (buidant una ampolla de Johnnie Walker Red) mentre observa com en Malone maltracta la Sugar. Després d'acabar l'ampolla, en Nick surt del bar i condueix fins a l'autoservei Burgers'N'Shakes, passant per davant d'un cartell amb la portada de l'àlbum Ammonia Avenue. Mentre admet el seu desamor a Leslie, el conductor, un sedan negre que porta en Malone i la Sugar, s'atura al costat del descapotable d'en Nick. Quan la Sugar es resisteix a la demanda de Malone de fer-li un petó, Malone es mou per donar-li una bufetada. Un Nick enfurismat treu Malone del seu cotxe i comença a barallar-se amb el brètol, molt més gran. Sembla que Malone ha vençut Nick, però Nick invoca un últim i potent cop de puny i llença Malone fora del planeta, enviant-lo a l'ull esquerre de la cara de la Lluna. En Nick i la Sugar s'abracen, profundament enamorats; mentre s'abracen, la vista talla ràpidament a un dibuix fix de la banda amb Woolfson i Parsons als teclats, vestits amb conjunts de còctels de mitjans de segle, interpretant la cançó. En Nick i la Sugar marxen junts en cotxe, i en Nick s'atura per netejar en Malone de l'ull de la cara de la Lluna amb el seu mocador.
El vídeo va ser nominat al premi al vídeo més experimental als primers MTV Video Music Awards de 1984, però va perdre contra "Rockit" de Herbie Hancock.
El vídeo es va fer molt conegut a Irlanda (tot i que la cançó no va arribar a les llistes d'èxits) gràcies a les emissions setmanals del programa MT USA de diumenge a la tarda presentat des de Nova York per Vincent Hanley.

## Enregistraments en directe
Parsons i la seva banda "Alan Parsons Live Project" interpreten la cançó en concert, amb versions en directe publicades als àlbums Alan Parsons Live amb Gary Howard i Chris Thompson a les veus, a Eye 2 Eye: Live In Madrid, a LiveSpan, a Alan Parsons Symphonic Project, Live in Colombia,  a The NeverEnding Show: Live in the Netherlands i a One Note Symphony: Live in Tel Aviv, aquest últim amb Parsons a la veu principal.

## Personal
- Ian Bairnson: guitarres acústiques i elèctriques
- Colin Blunstone: veu
- Mel Collins: saxòfon
- Stuart Elliott: bateria, percussió
- Alan Parsons: producció, programació Fairlight, enginyeria
- David Paton: baix
- Chris Rainbow: veu
- Eric Woolfson: productor delegat, teclats, veu principal
- Lenny Zakatek: veu